# Largo do Paço (Braga)
O Largo do Paço é uma praça situada no centro histórico de Braga, Portugal.
A praça encontra-se rodeada por edifícios do Paço Episcopal Bracarense, dai a sua designação, excepto o lado Sul que é limitada pela rua do Souto.
No centro está o Chafariz dos Castelos de 1723.
Em 18 de julho de 1919, por decisão camarária, foi autorizada a vedação do largo com as grades do Passeio Público. Em 26 de fevereiro de 1943 foi decidido retirá-la. No entanto, ainda se via numa foto de 1955.